# Gunilla Olausson
Barbro Ingrid Gunilla Olausson, född 27 oktober 1946 i Säffle, är en svensk före detta friidrottare (400 och 800 meter). Hon tävlade för klubben SK Sifhälla och utsågs år 1964 till Svensk grabb/tjej nummer 226. Hon vann guldmedalj på 600 meter vid junior-EM i Warszawa år 1964.

## Personliga rekord
- 800 meter - 2.10,0 (Oslo 20 september 1966)